# Образ Василь Федорович

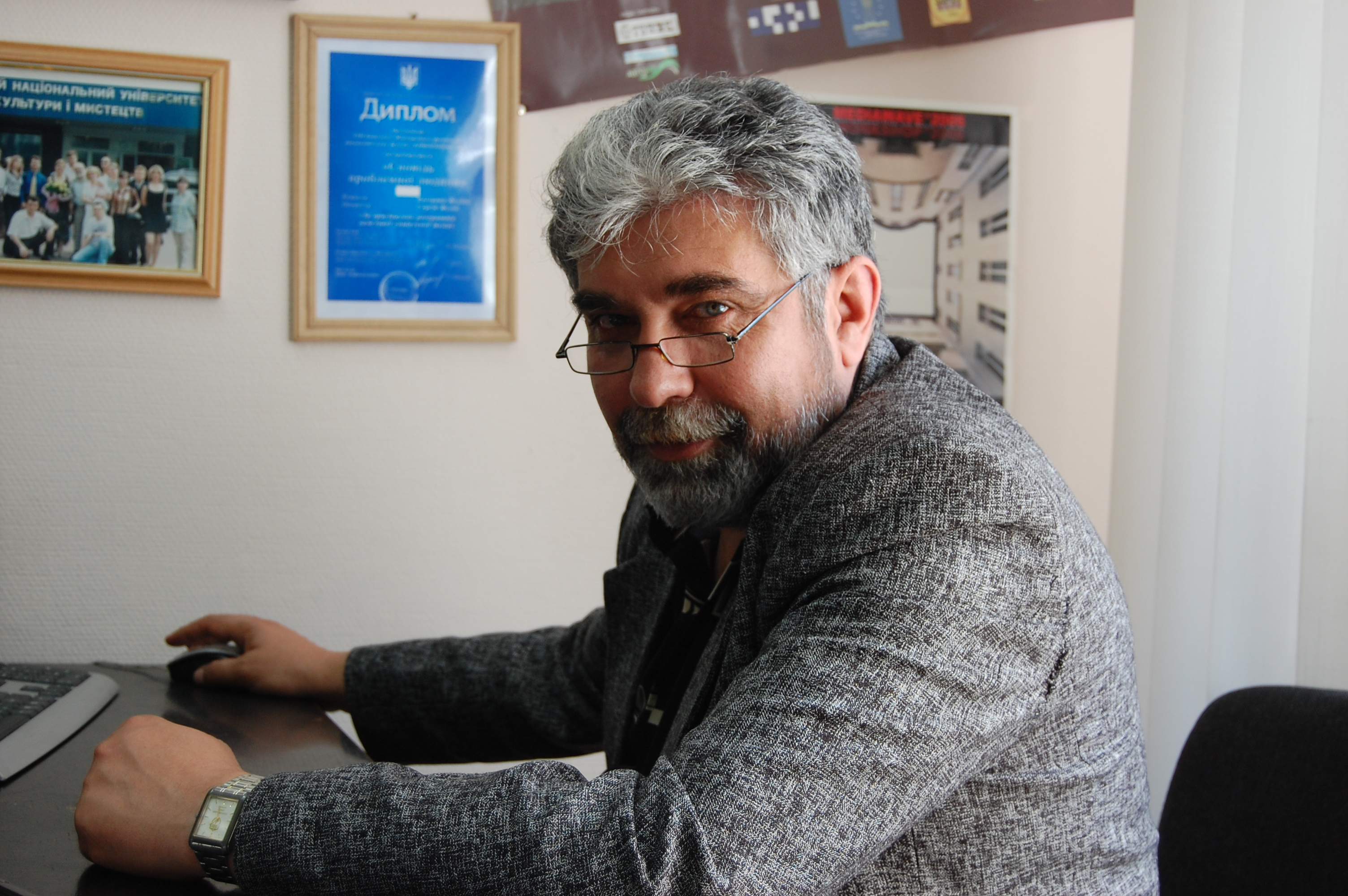

Шаблон:Режисер. Сценарист
Образ Василь Федорович — український кінорежисер-документаліст, сценарист.

## Біографія
Народ. 16 листопада 1956 р. в Івано-Франківську.
Закінчив Київський державний інститут театрального мистецтва ім. І. Карпенка-Карого (1986).
Працює на студії «Укртелефільм».
Викладач кафедри телережисури Київського національного університету культури і мистецтв.
Член Національної спілки кінематографістів України.

## Фестивалі та премії
Нагороди національних та міжнародних кінофестивалів:
- «Софія Київська» — Почесний диплом ЮНЕСКО
- «Милосердя» («Магнолія-ТВ») — Головний приз І міжнародного фестивалю «Україна єдина» (м. Одеса)
- «Це Україна» — Головний приз телеканалу «Інтер+»
- документальний цикл «Гра долі» — Головний приз Всеукраїнського телевізійного фестивалю «Відкрий Україну» (2007)

## Фільмографія
Створив документальні кінострічки:
- «Геній» (1986, к/м)
- «Як чоловіки про жінок говорили», «Не журись» (1988)
- «Софія Київська», «Червона рута — квітка надії» (1989)
- «Оксана Петрусенко» (1990)
- «Найцінніше» (1990),
- «НЛО… з 1908», «Дід Мороз», «В той день, 30 червня 1908 року» (1991)
- «Дунай, Дунай» (1992)
- «Артек — вчора, сьогодні, завтра» (1994, співавт. сцен.)
- "Катехізис здоровя лікаря Тарнавського" (1994)
- «Будзь — гуцульський сир» (1996, співавт. сцен.)
- «Космач» (1996, авт. сцен.)
- «Україна і Інтерпол» (1996)
- ряд документально-біографічних фільмів в циклі «Гра долі» (2006—2009, студія ВІАТЕЛ)[3] про:
  - В. П. Образцова («Дуель», 2006)
  - О. Петрусенко («Сонячна людин», 2006)
  - В. Городецького («Легендарне парі», 2006)
  - О. Купріна («Врятований любов'ю», 2007)
  - І. Кавалерідзе («Майстер і музи», 2007)
  - Г. Нейгауза та Б. Пастернака («Суперники», 2007)
  - О. Вертинського («Сумний П'єро» ч.1, 2; 2007)
  - І. Піддубного («Чемпіон чемпіонів», 2007)
  - Соломію Крушельницьку («Solo — mea», ч.1, 2; 2008)
  - І. Вільде («Неприборкана», 2008)
  - Василя Симоненка («Я на світі такий один», 2008)
  - М. Рильського («Poeta Maximus», 2008)
  - К. Білокур («Життя в обіймах квітів», 2008)
  - Володимира Сосюру («Так ніхто не кохав», 2008)
  - Остапа Вишню («Усмішник», ч.1, 2; 2009);
- «Село, в якому народжуються казки» (2013, авт. сцен., режисер) та ін.